# الجزائر في الألعاب البارالمبية الصيفية 2004
شاركت الجزائر في الألعاب البارالمبية الصيفية بأثينا 2004، وهي المشاركة الرابعة في تاريخها منذ سنة 1992.

## مواضيع ذات علاقة
الجزائر في الألعاب الأولمبية الصيفية 2004